# زهري الفوة
الفُوَّة الزهري (بالإنجليزية: Rose Madder)‏: هو عصير جذور نبات الفوة الشائع (Rubia Tinctorium). استخدمه قدماء المصريين لصناعة أصبغة النسيج ذات اللون القرنفلي. اسم هذا الصباغ في فهرس الألوان والذي يستخدمه كيميائيي النسيج والدهان هو (Natural Red 9 NR9).
من طرائف هذا اللون كونه اللون الرسمي للجنود المشاة الفرنسيين في بداية الحرب العالمية الأولى، والذي سهل رؤيتهم، وعرضهم لإطلاق النار من الجنود الألمان الذين كانوا يلبسون ألوان حيادية.

## أليزارين القرمزي: الشكل الاصطناعي للفوة الزهري

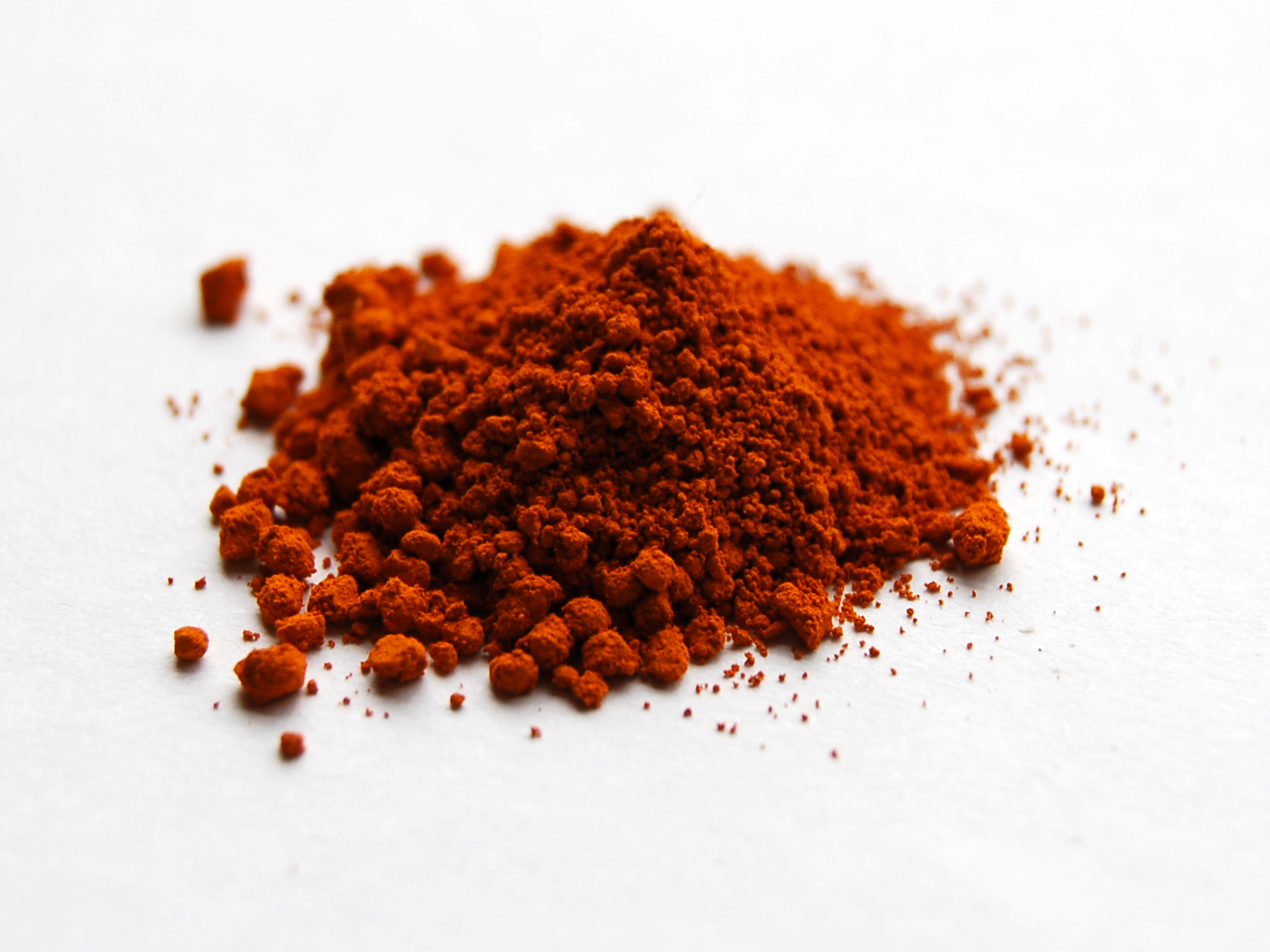
عينة من الأليزارين

لم يعد يستخدم الفوة الزهري كلون زيتي خلال عصر النهضة الأوربية بسبب اعتباره لوناً ضعيفاً. في القرن التاسع عشر، استطاع الكيميائيون تصنيع خضاب جعل الفوة الزهري أقوى ولون زيتي ثابت. ولكن خلال أواخر القرن التاسع عشر، اخترع الأليزارين القرمزي، واعتبر كبديل أفضل للفوة الزهري. واسمه في فهرس الألوان هو (Pigment Red 83). وعرفه الرسامون كلون رائع على لوحة ألوان الرسم، حيث يعطي اللون البنفسجي عند مزجه مع الأزرق، واللون الأسود أو الألوان الحيادية عند مزجه مع الأخضر الداكن مثل فيريديان (Viridian) وأخضر بالو (Pthalo Green). 
يعتبر كلا الفوة الزهري والأليزارين القرمزي من الخضب أو الألوان قصيرة الأجل. ويعتبر الفوة الزهري الحقيقي الأطول عمراً. إن كلمة حقيقي إلحقت باسم فوة زهري إذا كان اللون الزيتي مصنّع بالوسيلة التقليدية (باستخدام جذور نبات الفوة). وما زال هذا اللون الزيتي يستعمل من بعض الرسامين رغم اعتباره للكثير منهم قصير الأجل.